# Baskická hymna
Hymna Baskicka, jednoho ze španělských autonomních společenství, je píseň Eusko Abendaren Ereserkia (česky Hymna baskického etnika),. Zároveň je národní hymnou Baskicka v širším slova smyslu a Basků.
Melodie pochází z tradiční baskické písně. Text hymny napsal Sabin Arana, jeden z baskických nacionalistů. Poprvé byla přijata v roce 1936, podruhé v roce 1983 byla přijata oficiálně beze slov.

## Text (neoficiální)
| Eusko Abendaren Ereserkia (baskicky) Gora ta Gora Euskadi aintza ta aintza bere goiko Jaun Onari. Areitz bat Bizkaian da Zar, sendo, zindo bera ta bere lagia lakua Areitz gainean dogu gurutza deuna beti geure goi buru Abestu gora Euskadi aintza ta aintza bere goiko Jaun Onari | Hymna baskického etnika (český překlad) Výš a výš miř, Baskicko, sláva a sláva pro tvého boha nahoře. V Bizkaie stojí dub starý, silný, zdravý, stejně jako jeho právní předpisy. Na tom dubu najdeme svatý kříž, vždy náš nejvyšší. Zpívejme: "Výš miř, Baskicko" sláva a sláva pro tvého boha nahoře. |